# Квітковий ринок (Амстердам)
52°22′00″ пн. ш. 4°53′29″ сх. д. / 52.366778° пн. ш. 4.891347° сх. д.

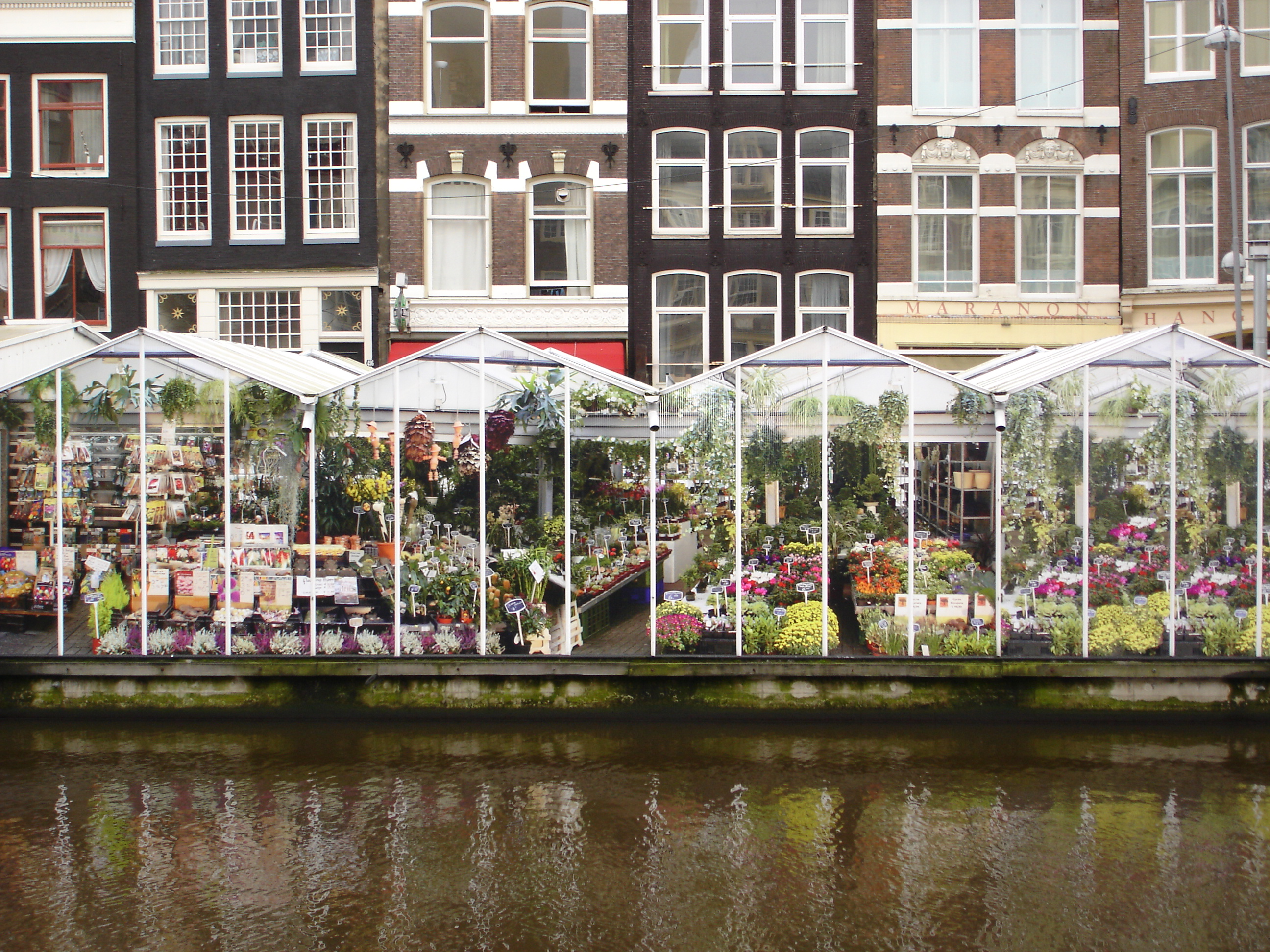
Ятки Амстердамського квіткового ринку

Квітко́вий ри́нок Амстерда́ма (нід. Bloemenmarkt) — єдиний у світі плавучий квітковий ринок, розташований у столиці Нідерландів місті Амстердамі; одна з головних його визначних пам'яток.

## Розташування і опис
Квітковий ринок Амстердама розташований на амстердамському каналі Сінгел — на одній з його сторін, неподалік від центральної площі міста Дам між площами Мюнтплейн і Конінгсплейн (Koningsplein) в районі південних каналів міста.
Щоденно близько 15 крамничок з квітами й садовими рослинами, а також оформлених яток квіткарів пропонують усім охочим свій товар та супутні сувеніри, зокрема з символікою Амстердама. Ринкові квіткові крамнички розташовані на плавучих баржах вздовж набережної, що нагадує про історію створення ринку, а зараз власне й робить торговицю оригінальною і популярною у відвідувачів і туристів.

## З історії

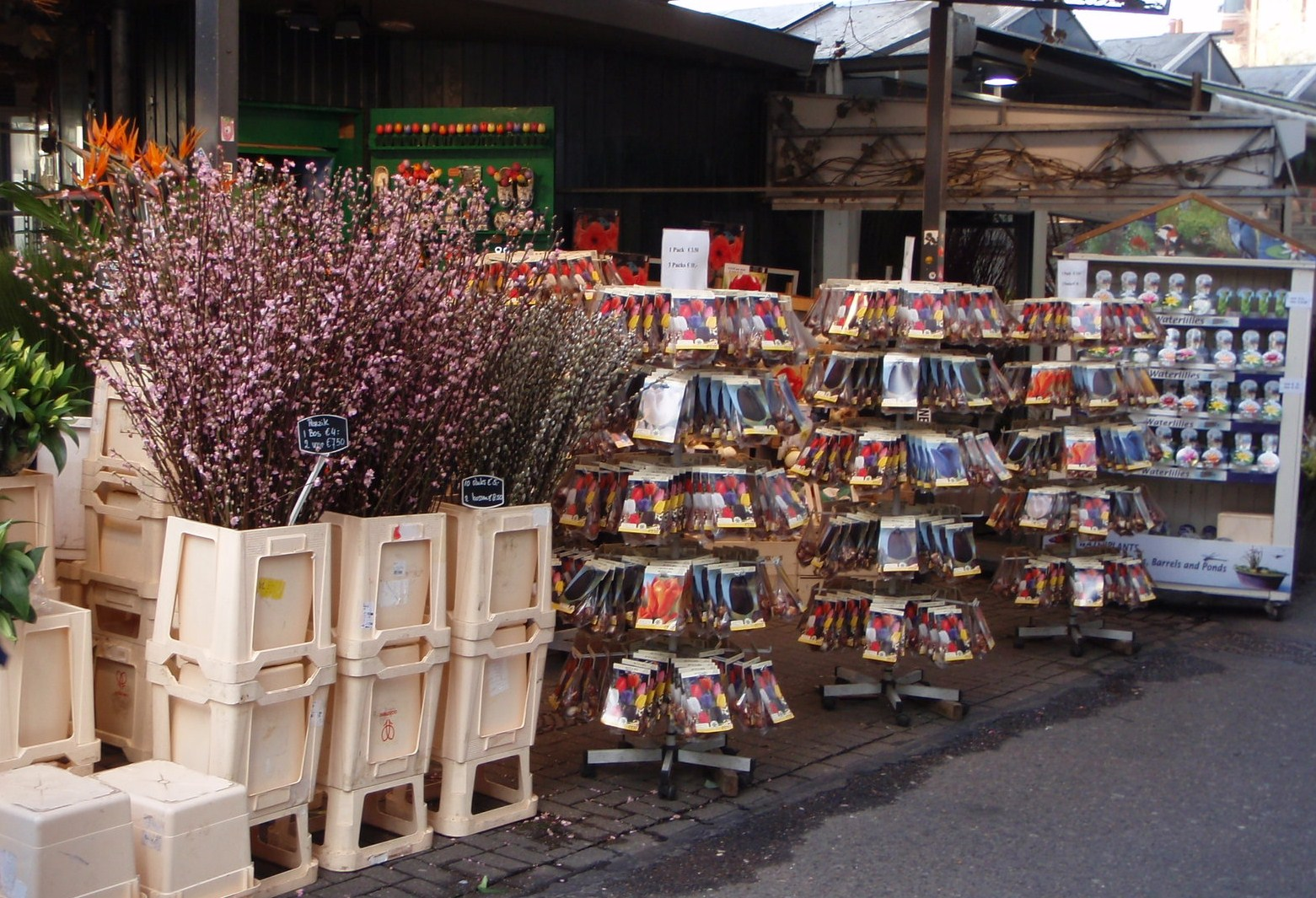
Тепер на ринку торгують не тільки квітами, а й у розрахунку на туристів сувенірами — фігурками, поштівками, магнітами тощо

Квіти на цьому місці стали продавати з XVII століття, коли торговці квітами на човнах, плавно снуючи вздовж амстердамських вулиць, пропонували свій товар усім охочим.
Власне квітковий ринок до 1862 року розташовувався на каналі Сінт-Люсієнвал (нід. Sint-Luciënwal), колишній частині міського рову. Після того як з'явилися плани з ліквідації рову Ніузейдс Воорбюрхвал — він був засипаний в 1883 році, ринок переїхав на сучасне місце — на амстердамський канал Сінгел.
До 1960-х років на ринку майже не продавалися зрізані квіти, а торгували саме рослинами і навіть деревами.
Тепер Амстердамський квітковий ринок функціонує переважно як туристична принада, що неминуче вплинуло як на асортимент квітів, так і на ціни продукції. Тут можна побачити як місцеві, так і екзотичні квіти й рослини, а також придбати сувенір на згадку про перебування в Амстердамі й Нідерландах. Найкраще на ринку представлені найпопулярніші в Нідерландах тюльпани — їхні цибулини продаються упаковками й на вагу, в середньому по 5 євро за десяток.